# Pyay
Pyay är en stad i Myanmar. Den ligger i regionen Bago, i den sydvästra delen av landet, 140 km sydväst om huvudstaden Naypyidaw. Pyay ligger 32 meter över havet och folkmängden uppgick till 135 000 invånare vid folkräkningen 2014.

## Geografi
Terrängen runt Pyay är platt. Runt Pyay är det ganska tätbefolkat, med 222 invånare per kvadratkilometer. Omgivningarna runt Pyay är en mosaik av jordbruksmark och naturlig växtlighet.

## Klimat
Tropiskt monsunklimat råder i trakten. Årsmedeltemperaturen i trakten är 24 °C. Den varmaste månaden är april, då medeltemperaturen är 32 °C, och den kallaste är januari, med 22 °C. Genomsnittlig årsnederbörd är 1 971 millimeter. Den regnigaste månaden är juli, med i genomsnitt 456 mm nederbörd, och den torraste är januari, med 1 mm nederbörd.